# 麥凱-貝內特號

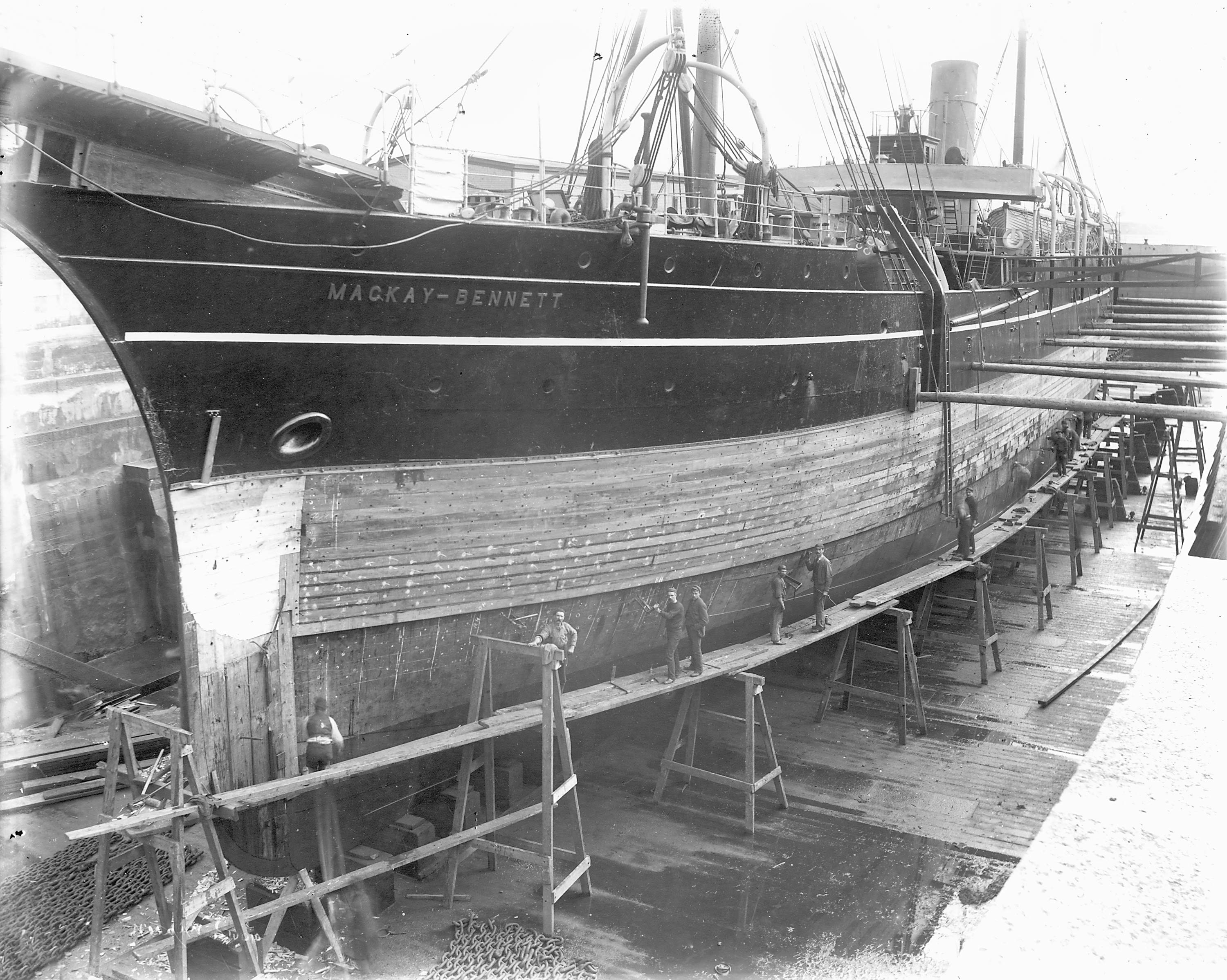
新斯科舍省哈利法克斯干船坞中的麦凯-班奈特号

麦凯-班奈特号（英語：CS Mackay-Bennett）是一艘注册于英国伦敦的海底电缆维修船，下属于商业电报公司。该船因打捞起大量在鐵達尼號沉沒事故中罹难者的遗体而知名。

## 设计与建造
这艘船是由当时著名的克萊德河造船商约翰·埃尔德有限公司（英語：Fairfield Shipbuilding and Engineering Company）委托建造的，这艘电缆船结合了一些新的和原始的特性。它是首批用钢建造的船只之一，龙骨设计相对较深，从而尽可能多地容纳电缆，并在大西洋中保持稳定，而且这个设计也以水为动力，以保证燃油效率和运行速度。船体设计了舱底龙骨，以保持其稳定，船上两个舵，一个在前，一个在后，以保持最大的灵活性。

## 营运
它以两位设计者的名字命名，服役于该船上的海員称它为麦凯-班纳特号。它于1885年5月首次到达加拿大新斯科舍省的哈利法克斯，并主要在这里活动。它也会在大西洋彼侧的英国普利茅斯执行任务。加拿大作家托马斯·拉德多曾在船上任无线电报员，并根据他在船上的经历写下来一些小故事。
它除了进行数不尽的艰难电缆维修工作外，由于其工作性质和在大西洋中的决定性地位，它在战时还曾冒着危险进行了多次救援。最为经典的一次是在1912年2月12日，拯救正在沉没的双桅纵帆船卡利多尼亚号（英語：Caledonia）上的船员。

### 打捞泰坦尼克号罹难者遗体
1912年4月，该船同时在执行法国—加拿大海底电缆维护任务。该船以首艘与白星航運签订协议，承担打捞泰坦尼克号遇难者遗体之繁重任务的船只而闻名。在返回哈利法克斯的母港并清空库中的电缆之后，船长弗雷德里克·H·拉恩德（Frederick H. Larnder）接手了船上的日常用品。并为任务向船上特派了一批人员和给养，包括：
- 肯尼斯·卡梅隆·海恩德（Kenneth Cameron Hind），哈利法克斯省诸圣座堂的法政牧师
- 小约翰·R·斯诺（John R. Snow,Jr.），他是新斯科舍省最大的殡葬公司约翰·斯诺公司（John Snow & Co.）的首席执行长，受雇于白星航运、负责监督遗体的防腐处理。
- 足够处理70具遗体的防腐物品
- 100口棺木
- 100吨冰，以储存发现的遗体

该船于1912年4月17日，周三中午12：28离开哈利法克斯。因大雾和恶劣的海况而在近四天的时间里只向灾难现场航行了800海里（1,500；920英里）。船长指示船员在航行和随后的打捞行动中保持航海日志完整并及时更新，但目前已知只有两份航海日志留存：一份是于来自弗雷德里克·A·漢彌爾頓（Frederick A. Hamilton）的七页航海日志，现存于英国國家航海博物館，另外一份是24岁的在训海军技工克利福德·克利斯（Clifford Crease）的个人日记，现存于新斯科舍省公共档案馆，而现今关于打捞行动的多数细节都是来自于克利斯的日记。
麦凯-班纳特号于夜晚时分抵达，故打捞行动于4月20日早上6点开始。船抛锚停泊在打捞区域附近，并放下救生小艇。船员划着小艇进入区域，徒手将所发现的遗体打捞上小艇。在找到他们认为尚且足以承载并安全返回数量的尸体（51具尸体）后，船员们再划回麦凯-班纳特号。船长指出，船上既没有足够的空间来存放所有的尸体，也没有足够的防腐物资。由于加拿大政府和相关的海葬和海事法规定，在一艘船进入加拿大港口之前，任何携带的尸体必须经过防腐处理，船长同意以这样一个系统处理遗体：
- 头等舱乘客的遗体在防腐处理后，放入棺材，然后存放于后电缆柜里。这些遗体包括：約翰·雅各·阿斯特四世（泰坦尼克号上最富有的人），5月22日发现的124号遗体（由他夹克标签上的姓名首字母识别出来）；[9]建筑师爱德华·奥斯汀·肯特（英语：Edward Austin Kent）, 258号遗体；以及伊西多·史特勞斯（梅西百货拥有者）。
- 二等舱乘客遗骸在防腐处理后，以帆布遮盖，存放于前电缆柜。
- 三等舱乘客遗骸进行海葬，共有116具。2013年10月，四副R·D·「西部佬」·雷葛特（R. D. "Westy" Legate）所拍摄的一张照片出现在拍卖会上，这张照片捕捉到了船上为多人海葬举行的一次仪式。[7]
- 乐队指挥華萊士·亨利·赫特利的遗体，被转移到阿拉伯号（Arabic）上送回英国，并于5月18日被安葬在蘭開夏郡科恩的基斯利路公墓（Keighley Road Cemetery）中[10]
- 一具大约两岁的男婴尸体，一名三等舱乘客的遗体以及第四具被打捞上来遗体，[6]被船员打捞起来并保存在货箱里。[2]

4月23日19:00，麦凯-班纳特号短暂停于艾伦航运的 Sardinian 号（前往新不伦瑞克圣约翰途中）旁边，以收集更多帆布。
4月26日午夜后不久，麦凯-班纳特号与英美电报公司的 CS Minia 号约定，在其当天拂晓哈利法克斯之前，从那里获得额外的防腐物资。
在七天的打捞行动完成后，麦凯-班纳特号：
- 打捞了所发现328具遗体中的306具（泰坦尼克号随船沉没的共有1517人）
- 对116具遗体进行了海葬，其中仅56具成功辨认
- 携载190具遗体返回，几乎是棺材所能容纳数量的两倍
- 于1912年4月30日返回哈利法克斯，上午09:30开始卸下遗体，并运送至五月花冰壶俱乐部（英语：Mayflower Curling Club）的滑冰場[2][8]

由于一具无名儿童的尸体无人认领，船员们用自己的工资支付了葬礼和墓碑的费用。棺材上有一块铜匾，上面写着“我们的宝贝（Our Babe）”。1912年5月4日，全体船员以及哈利法克斯大部分居民一起参加了这个孩子在美景镇草坪公墓的葬礼。2007年7月30日，加拿大湖首大学的研究人员使用改进過的基因檢測后宣布，对他遗体的线粒体DNA检测结果显示，这个孩子是19个月大的西德尼·莱斯利·古德温。
克利福德·克利斯在他的有生之年，每年都会到这个墓地祭拜。1955年去世后，他的遗体就被安葬在离“我们的宝贝”墓只有几米远的地方。

## 退役与拆解
该船于1922年5月退役，停泊在普利茅斯湾，用作仓库。在第二次世界大战的伦敦大轰炸中，它遭到納粹德國空军轰炸而沉没，但随后又重新漂浮起来。其船体最终于1963年被拆解。